# Harmonia, Rio Grande do Sul
Harmonia là một đô thị thuộc bang Rio Grande do Sul, Brasil. Đô thị này có diện tích 44,579 km², dân số năm 2007 là 3658 người, mật độ 82,06 người/km².